# بافرة
بافرة (بالتركية: Bafra)‏ هي مديرية، في تركيا، تقع في سامسون، بلغ عدد سكانها 142,210 نسمة وذلك حسب إحصائيات سنة 2018.

## أعلام
- سليمان نجمي سلمان
- غوكهان غونول